# Sojuz T-12
Sojuz T-12 byla sovětská kosmická loď řady Sojuz, která v roce 1984 letěla k orbitální stanici Saljut 7. Dne 25. července podnikli Džanibekov a Savická na 3 hodiny a 30 minut výstup do vesmíru. Savická se stala první ženou, která provedla výstup do kosmu.

## Posádka

### Startovali
- Vladimir Džanibekov, velitel (4)
- Světlana Savická, palubní inženýr (2)
- Igor Volk, kosmonaut-výzkumník (1)

V závorkách je uveden dosavadní počet letů do vesmíru včetně této mise.

### Záložní posádka
- Vladimir Vasjutin, velitel
- Jekatěrina Ivanova, palubní inženýr
- Viktor Savinych, kosmonaut-výzkumník